# Punta San Matteo
Punta San Matteo (3678 m s.l.m.) è una montagna del Gruppo Ortles-Cevedale nelle Alpi Retiche meridionali. Si trova lungo la linea di confine tra la Lombardia ed il Trentino-Alto Adige e a sud del Monte Vioz. Dal monte prende forma una parte del ghiacciaio dei Forni.

## Descrizione
La Punta San Matteo è una cima quasi totalmente nevosa che si affaccia a sud del bacino glaciale del Ghiacciaio dei Forni ed è una delle 13 Cime che compongono la catena Cevedale-Pizzo Tresero. Tutti i suoi versanti sono ricoperti da manto nevoso e sono di modesta pendenza e facile accesso eccetto il versante nord, più interessante da un punto di vista alpinistico.

## Storia
La prima ascensione alla cima fu nel 1865 di J. H. Backhouse, D. W. Freshfield e F. F. Tuckett con le guide Francois Dévouassoud e Peter Michel per il versante ovest e la cresta ovest. Il nome attuale venne dato da Julius Payer nel 1866 durante la seconda ascensione del monte.
Durante la prima guerra mondiale su questa montagna si sono combattute le battaglie più alte della storia fra Italiani e Austriaci, tra le quali la Battaglia del San Matteo.
Nel 1936 venne vinta la parete nord da Kurt Richter, Rudolf Marzagg e Hans Sepp Pinggera per quello che oggi è l'itinerario classico di salita, mentre nel 1982 Elio Pasquinoli e Luigi Zen vinsero anche il seracco che domina la parete passando a sinistra dell'itinerario classico.

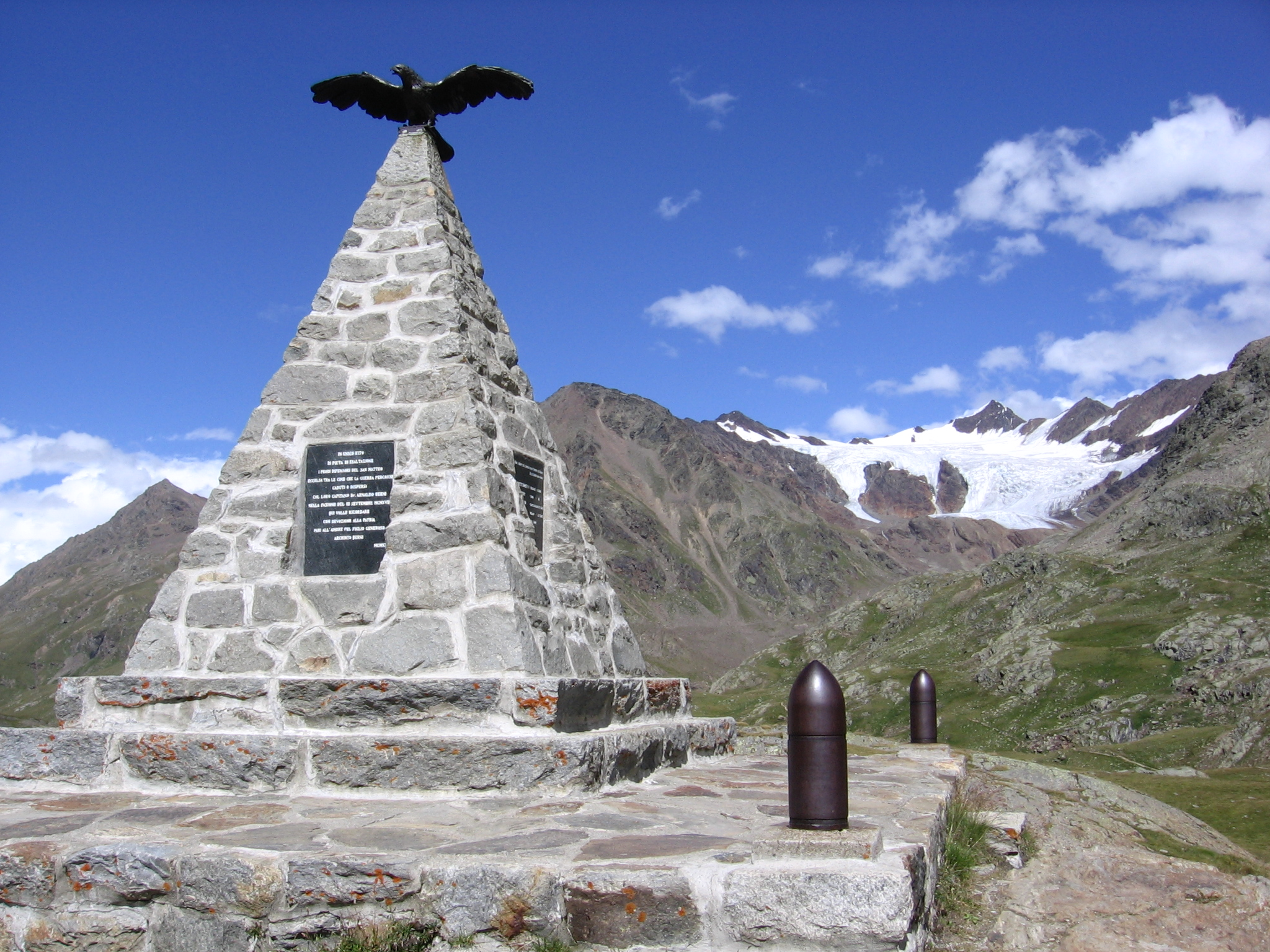
Cippo commemorativo della Battaglia del San Matteo

## Salita alla vetta
La via normale di salita alla vetta parte dal rifugio Berni (2560 m), dedicato alla memoria del capitano Arnaldo Berni (protagonista della battaglia del San Matteo) e segue a grandi linee il percorso dei primi salitori lungo il ghiacciaio di Dosegù (difficoltà: PD/PD+).
Sempre partendo dal rifugio Berni, è possibile una lunga variante per le creste di Vallumbrina: giunti al bivacco Battaglione skiatori monte Ortles, si superano in sequenza la cima di Vallumbrina e il successivo pizzo di Vallumbrina. Da qui, con passaggi fino al grado II, si procede per la cima di Villacorna e il monte Mantello. Da quest'ultimo si scende verso il ghiacciaio di Dosegù e il percorso si unisce alla via normale.
Un'altra via è la salita della cresta est dal versante Valfurva seguendo l'itinerario di Payer, più facile ed in gran parte per ghiacciaio (F).
La parete nord presenta due itinerari di salita: il primo è quello classico del 1936 che sale verso il centro della parete per poi traversare a destra sotto la zona rocciosa ed aggirare le cornici (60° per 270 m ripidi, D-, pericolo di caduta ghiaccio e crepacci), l'altro è quello di sinistra del 1982 che supera la fascia rocciosa a sinistra e vince direttamente il seracco (270 m fino a 80°, TD-).